# Liste des maires de Douai
La liste des maires de Douai présente la liste des maires de la commune française de Douai, sous-préfecture du Nord en région Hauts-de-France.

## L'Hôtel de ville

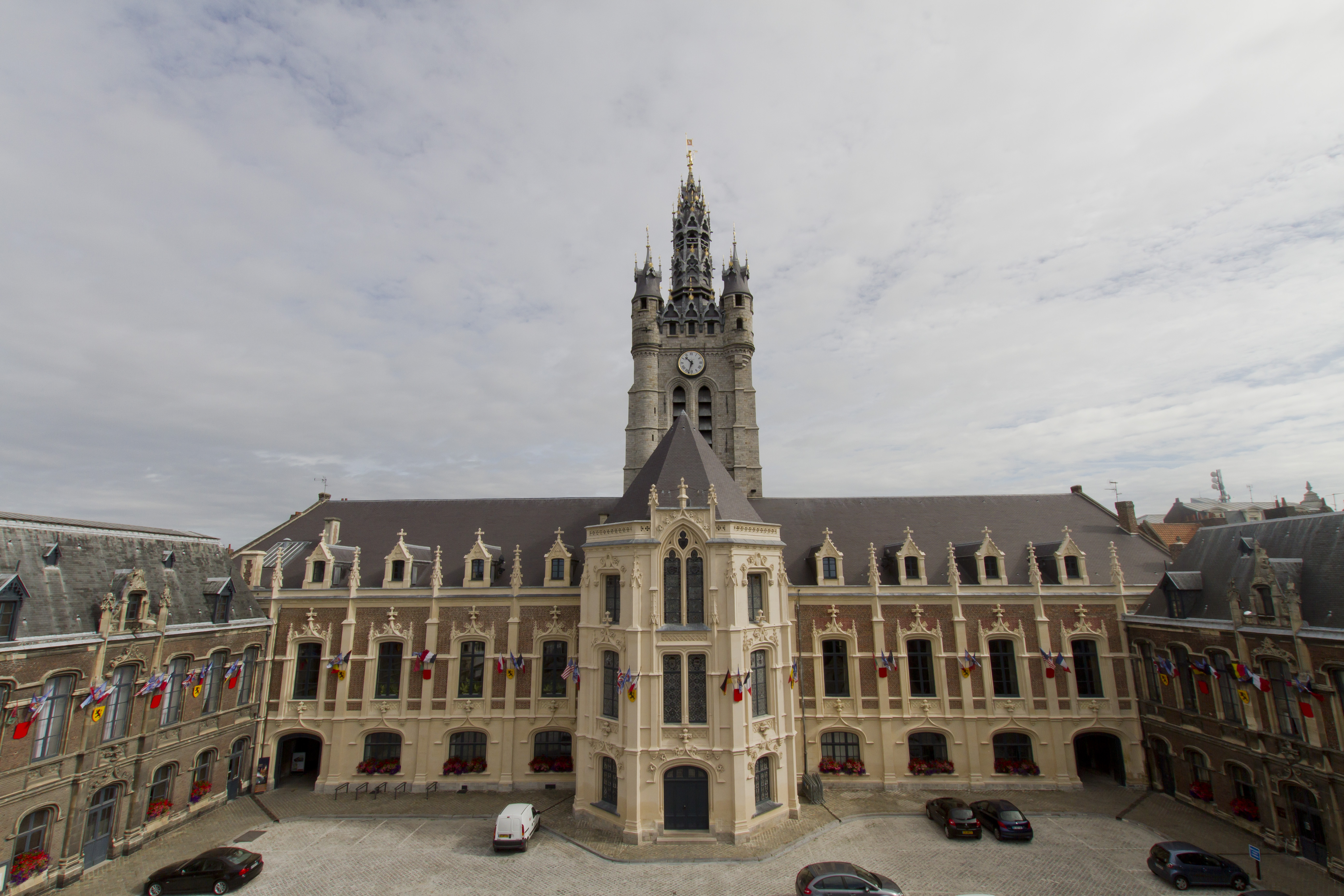
L'Hôtel de ville et son beffroi.

## Liste des maires

### De 1790 à 1944
| Période        | Période        | Identité                                    | Étiquette           | Qualité |
| -------------- | -------------- | ------------------------------------------- | ------------------- | --- |
| janvier 1790   | novembre 1790  | Louis Taffin de Goeulzin (1756-1826)        |                     | Premier maire élu |
| 1790           | mars 1791      | Louis-Désiré-Joseph Bonnaire                |                     | Avocat Démissionnaire |
| novembre 1791  | mai 1793       | Louis Joseph Art                            |                     | Professeur de droit Démis de ses fonctions |
| 1793           | 1794           | Jean Baptiste Delabuisse                    |                     | Homme de loi, régent de collège |
| octobre 1794   | mars 1795      | Nicolas Dondeau                             |                     | Avocat |
| 1795           | 1797           | Piat Alexandre Desmoutier                   |                     | Propriétaire |
| 1797           | 1804           | Antoine-Joseph Mellez                       |                     | Médecin, professeur d'université |
| 1804           | 1811           | Alexandre Deforest de Quartdeville          |                     | Avocat |
| août 1811      | janvier 1815   | Philippe-Alexandre-Louis Bommart            |                     | Architecte |
| 1815           | 1816           | Piat Alexandre Desmoutier                   |                     | Propriétaire Député du Nord (1815) |
| 1816           | septembre 1828 | Pierre Maurand Becquet de Mégille           |                     | Administrateur, ancien adjoint au maire Sous-préfet de l'arrondissement de Douai                                                                           |
| septembre 1828 | août 1830      | Philippe de Warenghien de Flory (1771-1854) |                     | Avocat, commissaire des guerres Baron de Warenghien de Flory Chevalier de Saint-Louis (1828)                                                               |
| août 1830      | 1837           | Auguste Malotau de Guerne (1785-1845)       |                     | |
| 1837           | 1840           | Ignace Delecroix                            |                     | Avocat, bâtonnier |
| 1840           | 1841           | Adrien Aimé Honoré (1793-1866)              |                     | |
| 1841           | 1843           | Adjoints faisant fonction                   |                     | |
| 1843           | 1847           | Auguste Evain (1779-1848)                   |                     | Colonel d'artillerie |
| 1847           | 1848           | Prosper Chartier                            |                     | Industriel de la verrerie |
| 1848           | 1849           | Isidore David                               | Conservateur        | Haut fonctionnaire et industriel |
| août 1849      | février 1852   | François-Émile Leroy                        |                     | Avocat |
| 1852           | 1860           | Jules Maurice                               | Droite              | Avocat Conseiller général de Douai-Nord (1852 → 1874) |
| juillet 1860   | septembre 1863 | Emmanuel Choque                             | Majorité dynastique | Notaire Député du Nord (6e circ.) (1852 → 1863) Conseiller général de Douai-Sud (1848 → 1867) Démissionnaire                                               |
| septembre 1863 | août 1870      | Alfred Félix Asselin (1832-1875)            | Bonapartiste        | |
| août 1870      | septembre 1870 | Jules Maurice                               |                     | Avocat, maire par intérim Conseiller général de Douai-Nord (1852 → 1874)                                                                                   |
| septembre 1870 | mai 1873       | Charles Merlin                              |                     | Avocat au barreau de Douai, bâtonnier Révoqué |
| 1874           | mai 1876       | Augustin Bertin Vasse (1809-1884)           |                     | Enseignant Chevalier de la Légion d'honneur (1875) |
| mai 1876       | mai 1888       | Charles Merlin                              |                     | Avocat au barreau de Douai, bâtonnier Député du Nord (Douai-1) (1876 → 1879) Sénateur du Nord (1879 → 1895) Conseiller général de Douai-Nord (1874 → 1879) |
| mai 1888       | juin 1891      | Charles Mention                             | Centre gauche       | Avocat Député du Nord (Douai-2) (1876 → 1881) Conseiller général d'Arleux (1877 → 1901) Démissionnaire                                                     |
| juin 1891      | mai 1892       | Jean-Baptiste Élie Cavroy (1832-1908)       | DVD                 | Négociant, commandant des sapeurs-pompiers |
| mai 1892       | mai 1896       | Casimir Giroud                              | Centre gauche       | Directeur de raffinerie Député du Nord (Douai-1) (1879 → 1885) Conseiller général de Douai-Ouest (1873 → 1883)                                             |
| mai 1896       | décembre 1919  | Charles Bertin                              |                     | Avocat Premier adjoint au maire (1892 → 1896) |
| décembre 1919  | mai 1925       | Francis Godin (1870-1939)                   | Républicain         | Avocat Conseiller général de Douai-Ouest (1901 → 1907) |
| mai 1925       | décembre 1934  | Léon Escoffier                              | SFIO                | Avocat Député du Nord (1919 → 1928) Décédé en fonction |
| décembre 1934  | novembre 1939  | Fleury Proust (1865-1939)                   | DVD                 | Instituteur Décédé en fonction |
| 1940           | septembre 1944 | Henry Mathurin (1867-1950)                  | DVD                 | |

### Depuis la Libération
| Période        | Période                      | Identité                  | Étiquette                       | Qualité |
| -------------- | ---------------------------- | ------------------------- | ------------------------------- | --- |
| septembre 1944 | novembre 1950                | Paul Phalempin            | DVG Soc.ind.                    | Avocat, ancien bâtonnier du tribunal de Douai Résistant Front national des juristes Distinctions : voir ici Décédé en fonction |
| décembre 1950  | mars 1959                    | André Canivez             | SFIO                            | Professeur de mathématiques Premier adjoint au maire (1930 → 1935 et 1944 → 1950) Sénateur du Nord (1948 → 1958) Conseiller général de Douai-Sud-Ouest (1945 → 1967) Distinctions : voir ici |
| mars 1959      | mars 1965                    | Georges Sarazin,          | UNR                             | Ingénieur Député du Nord (15e circ.) (1958 →1962) |
| mars 1965      | mars 1983                    | Charles Fenain,           | Soc.aut. puis Soc.ind. puis DVD | Cadre des houillères de Douai, ancien résistant Distinctions : voir ici |
| mars 1983      | avril 2014                   | Jacques Vernier           | RPR puis UMP → LR               | Polytechnicien, ingénieur des mines Député européen (1984 → 1993) Député du Nord (17e circ.) (1993 → 1997) Conseiller régional du Nord-Pas-de-Calais (1983 → 1990 et 1998 → 2015) Président de la CA du Douaisis (2002 → 2005) Vice-président de la CA du Douaisis (2005 → 2014) Distinctions : voir ici |
| avril 2014     | En cours (au 5 juillet 2020) | Frédéric Chéreau (1975- ) | PS-DVG                          | Fonctionnaire territorial Conseiller régional du Nord-Pas-de-Calais (2011 → 2015) Réélu pour le mandat 2020-2026 |

## Conseil municipal actuel
Les 39 sièges composant le conseil municipal de Douai ont été pourvus le 28 juin 2020 à l'issue du second tour. Actuellement, il est réparti comme suit : 

## Résultats des élections municipales

### Élection municipale de 2020
| Tête de liste                                                            | Tête de liste            | Liste                    | Premier tour | Premier tour | Second tour | Second tour | Sièges | Sièges |
| Tête de liste                                                            | Tête de liste            | Liste                    | Voix         | %            | Voix        | %           | CM     | CC     |
| ------------------------------------------------------------------------ | ------------------------ | ------------------------ | ------------ | ------------ | ----------- | ----------- | ------ | ------ |
|                                                                          | Frédéric Chéreau *       | PS-EÉLV-PCF (UG)         | 2 852        | 34,96        | 3 339       | 41,33       | 28     | 14     |
| Douai au cœur                                                            |                          |                          | 2 852        | 34,96        | 3 339       | 41,33       | 28     | 14     |
|                                                                          | Coline Craeye            | DVC-LREM                 | 1 601        | 19,62        | 2 450       | 30,33       | 6      | 3      |
| Douai dynamique et durable                                               |                          |                          | 1 601        | 19,62        | 2 450       | 30,33       | 6      | 3      |
|                                                                          | Thibaut François         | RN                       | 1 338        | 16,40        | 1 178       | 14,58       | 3      | 1      |
| Liste Rassemblement National : Douai, plus belle, plus propre, plus sûre |                          |                          | 1 338        | 16,40        | 1 178       | 14,58       | 3      | 1      |
|                                                                          | François Guiffard        | DVG                      | 1 325        | 16,24        | 1 110       | 13,74       | 2      | 1      |
| Ensemble faisons Douai                                                   |                          |                          | 1 325        | 16,24        | 1 110       | 13,74       | 2      | 1      |
|                                                                          | Thierry Tesson           | LR-UDI (UD)              | 761          | 9,32         |             |             |        |        |
| Douai capitale                                                           |                          |                          | 761          | 9,32         |             |             |        |        |
|                                                                          | Jacques Brénot           | DIV                      | 280          | 3,43         |             |             |        |        |
| Vision d'avenir, Douai géant                                             |                          |                          | 280          | 3,43         |             |             |        |        |
|                                                                          |                          |                          |              |              |             |             |        |        |
| Votes valides                                                            | Votes valides            | Votes valides            | 8 157        | 96,41        | 8 077       | 97,71       |        |        |
| Votes blancs                                                             | Votes blancs             | Votes blancs             | 85           | 1,00         | 73          | 0,88        |        |        |
| Votes nuls                                                               | Votes nuls               | Votes nuls               | 219          | 2,59         | 116         | 1,40        |        |        |
| Total                                                                    | Total                    | Total                    | 8 461        | 100,00       | 8 266       | 100,00      | 39     | 19     |
| Abstention                                                               | Abstention               | Abstention               | 17 833       | 67,82        | 18 041      | 68,58       |        |        |
| Inscrits / participation                                                 | Inscrits / participation | Inscrits / participation | 26 294       | 32,18        | 26 307      | 31,42       |        |        |
| * Liste du maire sortant                                                 |                          |                          |              |              |             |             |        |        |

### Élection municipale de 2014
| Tête de liste                                                       | Tête de liste                         | Liste          | Premier tour | Premier tour | Second tour | Second tour | Sièges | Sièges |
| Tête de liste                                                       | Tête de liste                         | Liste          | Voix         | %            | Voix        | %           | CM     | CC     |
| ------------------------------------------------------------------- | ------------------------------------- | -------------- | ------------ | ------------ | ----------- | ----------- | ------ | ------ |
|                                                                     | Frédéric Chéreau                      | PS-EÉLV-MRC    | 4 125        | 30,41        | 6 505       | 45,91       | 32     | 8      |
| Vivons Douai !                                                      |                                       |                | 4 125        | 30,41        | 6 505       | 45,91       | 32     | 8      |
|                                                                     | Brigitte Bonnaffé-Leriche             | FG             | 829          | 6,11         | 6 505       | 45,91       | 32     | 8      |
| L'humain d'abord Douai 2014                                         |                                       |                | 829          | 6,11         | 6 505       | 45,91       | 32     | 8      |
|                                                                     | Françoise Prouvost                    | UMP            | 3 700        | 27,28        | 5 076       | 35,83       | 7      | 2      |
| Douaisiens passionnément ! (1er tour) Ensemble pour Douai (2d tour) |                                       |                | 3 700        | 27,28        | 5 076       | 35,83       | 7      | 2      |
|                                                                     | Marie-Hélène Quatreboeufs-Niklikowski | DVD            | 1 829        | 13,48        | 5 076       | 35,83       | 7      | 2      |
| Douai, terre d'audace et de courage                                 |                                       |                | 1 829        | 13,48        | 5 076       | 35,83       | 7      | 2      |
|                                                                     | Guy Cannie                            | FN             | 2 570        | 18,95        | 2 585       | 18,24       | 4      | 1      |
| Rassemblement Douai bleu Marine                                     |                                       |                | 2 570        | 18,95        | 2 585       | 18,24       | 4      | 1      |
|                                                                     | Léopold Pons                          | SE             | 509          | 3,75         |             |             |        |        |
| Radicalement douaisiens                                             |                                       |                | 509          | 3,75         |             |             |        |        |
|                                                                     |                                       |                |              |              |             |             |        |        |
| Inscrits                                                            | Inscrits                              | Inscrits       | 27 766       | 100,00       | 27 767      | 100,00      |        |        |
| Abstentions                                                         | Abstentions                           | Abstentions    | 13 698       | 49,33        | 13 104      | 47,19       |        |        |
| Votants                                                             | Votants                               | Votants        | 14 068       | 50,67        | 14 663      | 52,81       |        |        |
| Blancs et nuls                                                      | Blancs et nuls                        | Blancs et nuls | 506          | 3,60         | 497         | 3,39        |        |        |
| Exprimés                                                            | Exprimés                              | Exprimés       | 13 562       | 96,40        | 14 166      | 96,61       |        |        |

### Élection municipale de 2008
| Tête de liste                      | Tête de liste      | Liste                  | Premier tour | Premier tour | Second tour | Second tour | Sièges | Sièges |
| Tête de liste                      | Tête de liste      | Liste                  | Voix         | %            | Voix        | %           | CM     |        |
| ---------------------------------- | ------------------ | ---------------------- | ------------ | ------------ | ----------- | ----------- | ------ | ------ |
|                                    | Jacques Vernier *  | UMP-DVD                | 6 688        | 49,75        | 7 297       | 53,48       | 33     |        |
| Douai-Passion avec Jacques Vernier |                    |                        | 6 688        | 49,75        | 7 297       | 53,48       | 33     |        |
|                                    | Frédéric Chéreau   | PS-PCF-LV-PRG-MRC (UG) | 4 490        | 33,40        | 6 347       | 46,52       | 10     |        |
| Douai 2008, un avenir à partager   |                    |                        | 4 490        | 33,40        | 6 347       | 46,52       | 10     |        |
|                                    | Franz Quatreboeufs | MoDem                  | 1 183        | 8,80         |             |             |        |        |
| Faisons vivre Douai                |                    |                        | 1 183        | 8,80         |             |             |        |        |
|                                    | Léopold Pons       | DVD                    | 1 081        | 8,04         |             |             |        |        |
| Réveillons Douai                   |                    |                        | 1 081        | 8,04         |             |             |        |        |
|                                    |                    |                        |              |              |             |             |        |        |
| Inscrits                           | Inscrits           | Inscrits               | 27 383       | 100,00       | 27 384      | 100,00      |        |        |
| Abstentions                        | Abstentions        | Abstentions            | 13 516       | 49,36        | 13 316      | 48,63       |        |        |
| Votants                            | Votants            | Votants                | 13 867       | 50,64        | 14 068      | 51,37       |        |        |
| Blancs et nuls                     | Blancs et nuls     | Blancs et nuls         | 425          | 3,06         | 424         | 3,01        |        |        |
| Exprimés                           | Exprimés           | Exprimés               | 13 442       | 96,94        | 13 644      | 96,99       |        |        |
| * Liste du maire sortant           |                    |                        |              |              |             |             |        |        |

### Élection municipale de 2001
|                          | Jacques Vernier * | RPR-UDF (Un. d.) | 8 272  | 55,14  | 34 |  |  |  |
|                          | Marc Dolez        | PS-PCF (G. pl.)  | 5 868  | 39,11  | 8  |  |  |  |
|                          | Léopold Pons      | DIV              | 862    | 5,75   | 1  |  |  |  |
|                          |                   |                  |        |        |    |  |  |  |
| Inscrits                 | Inscrits          | Inscrits         | 25 989 | 100,00 |    |  |  |  |
| Abstentions              | Abstentions       | Abstentions      | 10 494 | 40,38  |    |  |  |  |
| Votants                  | Votants           | Votants          | 15 495 | 59,62  |    |  |  |  |
| Blancs ou nuls           | Blancs ou nuls    | Blancs ou nuls   | 493    | 3,18   |    |  |  |  |
| Exprimés                 | Exprimés          | Exprimés         | 15 002 | 96,82  |    |  |  |  |
| * Liste du maire sortant |                   |                  |        |        |    |  |  |  |

### Élection municipale de 1995
|                          | Jacques Vernier * | RPR-UDF-DVD (Un. d.) | 8 120  | 51,62  | 33 |  |  |  |
|                          | Marc Dolez        | PS-Radical-Verts     | 5 190  | 32,99  | 7  |  |  |  |
|                          | Jean-Marie Lamare | FN                   | 1 475  | 9,38   | 2  |  |  |  |
|                          | Jacques Leclercq  | PCF                  | 945    | 6,01   | 1  |  |  |  |
|                          |                   |                      |        |        |    |  |  |  |
| Inscrits                 | Inscrits          | Inscrits             | 26 723 | 100,00 |    |  |  |  |
| Abstentions              | Abstentions       | Abstentions          | 10 684 | 39,98  |    |  |  |  |
| Votants                  | Votants           | Votants              | 16 039 | 60,02  |    |  |  |  |
| Blancs ou nuls           | Blancs ou nuls    | Blancs ou nuls       | 309    | 1,92   |    |  |  |  |
| Exprimés                 | Exprimés          | Exprimés             | 15 730 | 98,07  |    |  |  |  |
| * Liste du maire sortant |                   |                      |        |        |    |  |  |  |

### Élection municipale de 1989
|                          | Jacques Vernier * | RPR-UDF-DVD (Un. d.) | 9 881  | 60,63  | 35 |  |  |  |
|                          | Marc Dolez        | PS-MRG               | 3 945  | 24,20  | 5  |  |  |  |
|                          | Georges Hage      | PCF                  | 2 471  | 15,16  | 3  |  |  |  |
|                          |                   |                      |        |        |    |  |  |  |
| Inscrits                 | Inscrits          | Inscrits             | 25 664 | 100,00 |    |  |  |  |
| Abstentions              | Abstentions       | Abstentions          | 8 828  | 34,39  |    |  |  |  |
| Votants                  | Votants           | Votants              | 16 836 | 65,61  |    |  |  |  |
| Nuls                     | Nuls              | Nuls                 | 539    | 2,10   |    |  |  |  |
| Exprimés                 | Exprimés          | Exprimés             | 16 297 | 63,50  |    |  |  |  |
| * Liste du maire sortant |                   |                      |        |        |    |  |  |  |

### Élection municipale de 1983
|             | Jacques Vernier | RPR-UDF-DVD (Un. opp.) | 10 046 | 52,57  | 33 |  |  |  |
|             | Georges Hage    | PCF-PSU                | 4 721  | 24,70  | 5  |  |  |  |
|             | Marc Dolez      | PS-MRG                 | 4 341  | 22,71  | 5  |  |  |  |
|             |                 |                        |        |        |    |  |  |  |
| Inscrits    | Inscrits        | Inscrits               | 26 843 | 100,00 |    |  |  |  |
| Abstentions | Abstentions     | Abstentions            | 7 049  | 26,26  |    |  |  |  |
| Votants     | Votants         | Votants                | 19 794 | 73,74  |    |  |  |  |
| Nuls        | Nuls            | Nuls                   | 686    | 2,55   |    |  |  |  |
| Exprimés    | Exprimés        | Exprimés               | 19 108 | 71,18  |    |  |  |  |

### Élection municipale de 1977
|                          | Charles Fenain * | DVD-RPR-CDS-Mod.-RI (Maj.) | 11 931 | 59,62  | 33 |  |  |  |
|                          | Georges Hage     | PCF (Un. g.)               | 8 079  | 40,37  | 0  |  |  |  |
|                          |                  |                            |        |        |    |  |  |  |
| Inscrits                 | Inscrits         | Inscrits                   | 24 993 | 100,00 |    |  |  |  |
| Abstentions              | Abstentions      | Abstentions                | 4 551  | 18,21  |    |  |  |  |
| Votants                  | Votants          | Votants                    | 20 442 | 81,79  |    |  |  |  |
| Exprimés                 | Exprimés         | Exprimés                   | 20 010 | 80,06  |    |  |  |  |
| * Liste du maire sortant |                  |                            |        |        |    |  |  |  |

### Élection municipale de 1971
|                                                                            | Charles Fenain * | Soc.ind.-UDR-RI-CD-PDS | 11 087 | 66,13  | 33 |  |  |  |
| Liste pour Douai et son expansion                                          |                  |                        | 11 087 | 66,13  | 33 |  |  |  |
|                                                                            | Georges Hage     | PCF                    | 4 252  | 24,21  | 0  |  |  |  |
| Liste d'union pour une gestion sociale, moderne et démocratique            |                  |                        | 4 252  | 24,21  | 0  |  |  |  |
|                                                                            | M. Régnier       | PS-RDG-O72             | 2 223  | 12,66  | 0  |  |  |  |
| Liste d'union socialiste et d'action municipale pour le renouveau de Douai |                  |                        | 2 223  | 12,66  | 0  |  |  |  |
|                                                                            |                  |                        |        |        |    |  |  |  |
| Inscrits                                                                   | Inscrits         | Inscrits               | 23 854 | 100,00 |    |  |  |  |
| Abstentions                                                                | Abstentions      | Abstentions            | 5 910  | 24,77  |    |  |  |  |
| Votants                                                                    | Votants          | Votants                | 17 944 | 75,22  |    |  |  |  |
| Exprimés                                                                   | Exprimés         | Exprimés               | 17 562 | 73,62  |    |  |  |  |
| * Liste du maire sortant                                                   |                  |                        |        |        |    |  |  |  |